# Mart Kuusik
Hugo-Maksimilian „Mart” Kuusik (ur. 8 grudnia 1885 w Kuokkali, zm. 24 sierpnia 1965 w Battle Ground) – estoński wioślarz. Brązowy medalista olimpijski ze Sztokholmu w barwach Rosji.
Zawody w 1912 były jego jedynymi igrzyskami olimpijskimi. Medal wywalczył w jedynce. Był trzykrotnym mistrzem Rosji w tej konkurencji. W 1924 wyemigrował do Stanów Zjednoczonych, gdzie mieszkał do śmierci. Jako wioślarz reprezentował również barwy klubu Pernauer Ruder Club w Parnawie.